# Montbrison (quận)
Quận Montbrison là một quận của Pháp nằm trong tỉnh Loire thuộc vùng Rhône-Alpes. Nó có 10 tổng và 138 xã.

## Các đơn vị hành chính

### Các tổng
Các tổng của quận Montbrison là:
1. Boën
2. Chazelles-sur-Lyon
3. Feurs
4. Montbrison
5. Noirétable
6. Saint-Bonnet-le-Château
7. Saint-Galmier
8. Saint-Georges-en-Couzan
9. Saint-Jean-Soleymieux
10. Saint-Just-Saint-Rambert

### Các xã
Các xã của quận Montbrison và mã INSEE là:
| 1. Aboën (42001)                              | 2. Ailleux (42002)                       | 3. Andrézieux-Bouthéon (42005)         |
| 4. Apinac (42006)                             | 5. Arthun (42009)                        | 6. Aveizieux (42010)                   |
| 7. Bard (42012)                               | 8. Bellegarde-en-Forez (42013)           | 9. Boën-sur-Lignon (42019)             |
| 10. Boisset-lès-Montrond (42020)              | 11. Boisset-Saint-Priest (42021)         | 12. Bonson (42022)                     |
| 13. Bussy-Albieux (42030)                     | 14. Cervières (42034)                    | 15. Cezay (42035)                      |
| 16. Chalain-d'Uzore (42037)                   | 17. Chalain-le-Comtal (42038)            | 18. Chalmazel (42039)                  |
| 19. Chambéon (42041)                          | 20. Chambles (42042)                     | 21. Chambœuf (42043)                   |
| 22. Champdieu (42046)                         | 23. Châtelneuf (42054)                   | 24. Châtelus (42055)                   |
| 25. Chazelles-sur-Lavieu (42058)              | 26. Chazelles-sur-Lyon (42059)           | 27. Chenereilles (42060)               |
| 28. Chevrières (42062)                        | 29. Civens (42065)                       | 30. Cleppé (42066)                     |
| 31. Cottance (42073)                          | 32. Craintilleux (42075)                 | 33. Cuzieu (42081)                     |
| 34. Débats-Rivière-d'Orpra (42084)            | 35. Écotay-l'Olme (42087)                | 36. Épercieux-Saint-Paul (42088)       |
| 37. Essertines-en-Châtelneuf (42089)          | 38. Essertines-en-Donzy (42090)          | 39. Estivareilles (42091)              |
| 40. Feurs (42094)                             | 41. Grammond (42102)                     | 42. Grézieux-le-Fromental (42105)      |
| 43. Gumières (42107)                          | 44. Jas (42113)                          | 45. Jeansagnière (42114)               |
| 46. L'Hôpital-le-Grand (42108)                | 47. L'Hôpital-sous-Rochefort (42109)     | 48. La Chamba (42040)                  |
| 49. La Chambonie (42045)                      | 50. La Chapelle-en-Lafaye (42050)        | 51. La Côte-en-Couzan (42072)          |
| 52. La Gimond (42100)                         | 53. La Tourette (42312)                  | 54. La Valla-sur-Rochefort (42321)     |
| 55. Lavieu (42117)                            | 56. Leigneux (42119)                     | 57. Lérigneux (42121)                  |
| 58. Les Salles (42295)                        | 59. Lézigneux (42122)                    | 60. Luriecq (42126)                    |
| 61. Magneux-Haute-Rive (42130)                | 62. Marcilly-le-Châtel (42134)           | 63. Marclopt (42135)                   |
| 64. Marcoux (42136)                           | 65. Margerie-Chantagret (42137)          | 66. Maringes (42138)                   |
| 67. Marols (42140)                            | 68. Merle-Leignec (42142)                | 69. Mizérieux (42143)                  |
| 70. Montarcher (42146)                        | 71. Montbrison (42147)                   | 72. Montchal (42148)                   |
| 73. Montrond-les-Bains (42149)                | 74. Montverdun (42150)                   | 75. Mornand-en-Forez (42151)           |
| 76. Nervieux (42155)                          | 77. Noirétable (42159)                   | 77. Palogneux (42164)                  |
| 79. Panissières (42165)                       | 80. Périgneux (42169)                    | 81. Poncins (42174)                    |
| 82. Pouilly-lès-Feurs (42175)                 | 83. Pralong (42179)                      | 84. Précieux (42180)                   |
| 85. Rivas (42185)                             | 86. Roche (42188)                        | 87. Rozier-Côtes-d'Aurec (42192)       |
| 88. Rozier-en-Donzy (42193)                   | 89. Sail-sous-Couzan (42195)             | 90. Saint-André-le-Puy (42200)         |
| 91. Saint-Barthélemy-Lestra (42202)           | 92. Saint-Bonnet-le-Château (42204)      | 93. Saint-Bonnet-le-Courreau (42205)   |
| 94. Saint-Bonnet-les-Oules (42206)            | 95. Saint-Cyprien (42211)                | 96. Saint-Cyr-les-Vignes (42214)       |
| 97. Saint-Denis-sur-Coise (42216)             | 98. Saint-Didier-sur-Rochefort (42217)   | 99. Saint-Étienne-le-Molard (42219)    |
| 100. Saint-Galmier (42222)                    | 101. Saint-Georges-en-Couzan (42227)     | 102. Saint-Georges-Haute-Ville (42228) |
| 103. Saint-Hilaire-Cusson-la-Valmitte (42235) | 104. Saint-Jean-la-Vêtre (42238)         | 105. Saint-Jean-Soleymieux (42240)     |
| 106. Saint-Julien-la-Vêtre (42245)            | 107. Saint-Just-en-Bas (42247)           | 108. Saint-Just-Saint-Rambert (42279)  |
| 109. Saint-Laurent-la-Conche (42251)          | 110. Saint-Laurent-Rochefort (42252)     | 111. Saint-Marcellin-en-Forez (42256)  |
| 112. Saint-Martin-Lestra (42261)              | 113. Saint-Maurice-en-Gourgois (42262)   | 114. Saint-Médard-en-Forez (42264)     |
| 115. Saint-Nizier-de-Fornas (42266)           | 116. Saint-Paul-d'Uzore (42269)          | 117. Saint-Priest-la-Vêtre (42278)     |
| 118. Saint-Romain-le-Puy (42285)              | 119. Saint-Sixte (42288)                 | 120. Saint-Thomas-la-Garde (42290)     |
| 121. Saint-Thurin (42291)                     | 122. Sainte-Agathe-la-Bouteresse (42197) | 123. Sainte-Foy-Saint-Sulpice (42221)  |
| 124. Salt-en-Donzy (42296)                    | 125. Salvizinet (42297)                  | 126. Sauvain (42298)                   |
| 127. Savigneux (42299)                        | 128. Soleymieux (42301)                  | 129. Sury-le-Comtal (42304)            |
| 130. Trelins (42313)                          | 131. Unias (42315)                       | 132. Usson-en-Forez (42318)            |
| 133. Valeille (42319)                         | 134. Veauche (42323)                     | 135. Veauchette (42324)                |
| 136. Verrières-en-Forez (42328)               | 137. Viricelles (42335)                  | 138. Virigneux (42336)                 |